# Nördliches Palmenhörnchen
Das Nördliche Palmenhörnchen  (Funambulus pennantii) ist eine Hörnchenart aus der Gattung der Gestreiften Palmenhörnchen (Funambulus). Es ist von Zentral- und Nordindien über Pakistan bis in den südöstlichen Iran verbreitet.

## Merkmale
Das Nördliche Palmenhörnchen erreicht eine Kopf-Rumpf-Länge von etwa 13,4 bis 15,5 Zentimetern bei einem Gewicht von etwa 95 bis 105 Gramm. Der Schwanz wird 13,0 bis 13,5 Zentimeter lang und ist damit etwas kürzer als der restliche Körper. Die Tiere sind oberseits dunkelbraun mit fünf hellen Rückenstreifen, von denen der mittlere bis auf die Oberseite des Schwanzes reicht. Die seitlichen Streifen reichen vom Ohr bis zum Schwanzansatz, am Kopf befinden sich zwei weitere Streifen, von denen eines vom Auge zum Ohr und eines von unterhalb des Ohres unter das Auge bis zur Schnauze reicht.

## Verbreitung
Das Nördliche Palmenhörnchen kommt in Zentral- und Nordindien, Teilen des nördlichen Bangladesch, im südlichen Nepal sowie von Pakistan bis in den südöstlichen Iran, vielleicht auch bis nach Afghanistan, vor. Es wurde zudem als Neozoon in verschiedene Regionen eingeführt, vor allem auf den zu Indien gehörenden Andamanen, in Perth (Western Australia) und in Israel. Auch die in Assam lebenden Populationen sind wahrscheinlich eingeführt.

## Lebensweise
Das Nördliche Palmenhörnchen ist eine sehr anpassungsfähige Art und lebt vor allem in offenen Flächen und Gebüschen sowie in der Nähe von menschlichen Siedlungen. Dabei kommt es in trockenen tropischen und subtropischen Laubwäldern, Bergwäldern, Gras- und Gebüschgebieten, Plantagen sowie landwirtschaftlichen Flächen vor. In Jodhpur wurden durchschnittliche Reviergrößen von 0,21 Hektar bei Männchen und 0,15 Hektar bei den Weibchen ermittelt.

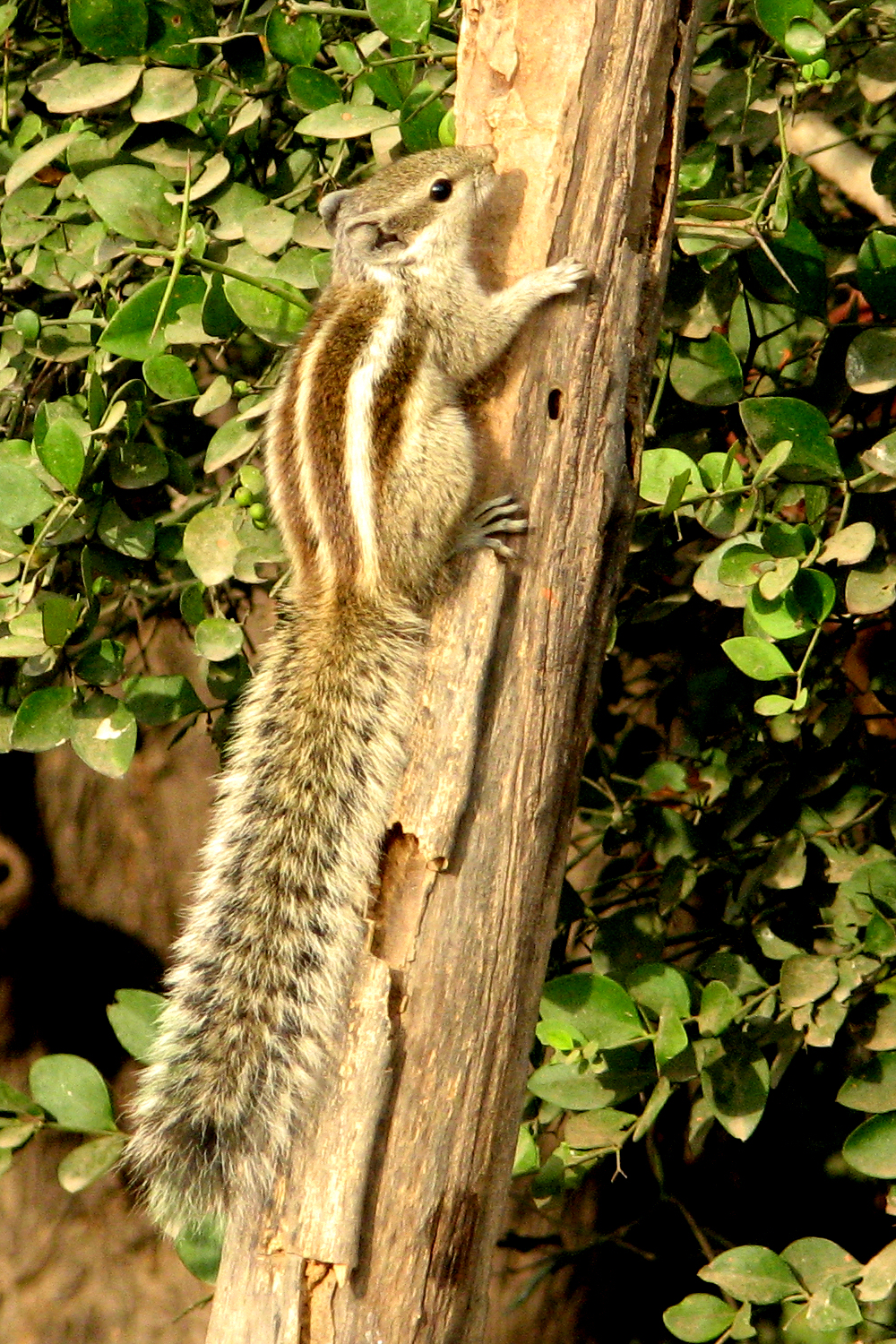
Nördliches Palmenhörnchen

Die Tiere sind tagaktiv und leben vor allem im Geäst von Büschen und Bäumen. Sie ernähren sich omnivor von Pflanzen, Insekten (vor allem Termiten) und kleinen Vögeln, wenn sie sie erbeuten können. Zudem holen sie Honig aus unbewachten Bienenbeständen. Sie bauen ein rundes Nest, das in Baumhöhlen, im Geäst von Bäumen, zwischen Palmblättern oder auch an Gebäuden platziert wird.
Die Fortpflanzung erfolgt bei dieser Art während des gesamten Jahres, vor allem im März und April sowie im Juli bis August. Das Balzverhalten besteht aus Verfolgungsjagden, bei denen die Männchen den Weibchen nachrennen, speziellen Paarungsrufen sowie aus gegenseitiger Fellpflege (Grooming). Es dauert etwa einen Tag an und das Weibchen verpaart sich in dieser Zeit vier- bis fünfmal mit einem oder mehreren Männchen. Ein Wurf besteht aus zwei bis vier haarlosen Jungtieren, die eine Kopf-Rumpf-Länge von etwa 4 bis 5 Zentimetern mit einem Schwanz von einem bis 2 Zentimetern Länge haben. Nach 10 bis 15 Tagen öffnen die Jungtiere die Augen, das Weibchen kümmert sich um die Jungen etwa 25 bis 30 Tage.

## Systematik
Das Nördliche Palmenhörnchen wird als eigenständige Art innerhalb der Gattung der Gestreiften Palmenhörnchen (Funambulus) eingeordnet, die aus fünf Arten besteht. Die wissenschaftliche Erstbeschreibung stammt von Robert Charles Wroughton aus dem Jahr 1905, der die Art anhand von Individuen aus Mandvi Taluka in der Region um Surat im indischen Bundesstaat Gujarat beschrieb. Der Artzusatz im wissenschaftlichen Namen ehrt den walisischen Naturforscher Thomas Pennant.
Innerhalb der Art werden einschließlich der Nominatform zwei Unterarten unterschieden:
- Funambulus pennantii pennantii: Nominatform, in Nepal und Indien bis Bangladesch. Die Form ist dunkler als Funambulus p. argentescens.
- Funambulus pennantii argentescens in Pakistan und im südöstlichen Iran. Die Form ist vor allem auf der Bauchseite blasser als die Nominatform und hat Weißanteile, der Schwanz ist weißlicher. Zudem hat sie blassere Beine und Füße.

## Status, Bedrohung und Schutz
Das Nördliche Palmenhörnchen ist neben dem Indischen Palmenhörnchen das am häufigsten vorkommende Hörnchen seiner Gattung. Es wird von der International Union for Conservation of Nature and Natural Resources (IUCN) als nicht gefährdet (Least concern) eingeordnet. Begründet wird dies durch das große Verbreitungsgebiet, das angenommene häufige Vorkommen der Art und die große Anpassungsfähigkeit an Lebensraumveränderungen. Potenziell bestandsgefährdende Bedrohungen sind nicht bekannt.

## Belege
1. 1 2 3 4 5 6 7 8 9 10  Richard W. Thorington Jr., John L. Koprowski, Michael A. Steele: Squirrels of the World. Johns Hopkins University Press, Baltimore MD 2012; S. 163–164. ISBN 978-1-4214-0469-1
2. 1 2 3  Funambulus pennantii in der Roten Liste gefährdeter Arten der IUCN 2014.2. Eingestellt von: P.O. Nameer, S. Molur, 2008. Abgerufen am 28. Dezember 2014.
3. 1 2 3  Funambulus pennantii In: Don E. Wilson, DeeAnn M. Reeder (Hrsg.): Mammal Species of the World. A taxonomic and geographic Reference. 2 Bände. 3. Auflage. Johns Hopkins University Press, Baltimore MD 2005, ISBN 0-8018-8221-4.
4. ↑  Beolens, Watkins & Grayson: The Eponym Dictionary of Mammals. JHU Press, 2009, S. 315 (Pennant).